# Макуль
Макуль (исп. Macul) — коммуна в Чили. Одна из городских коммун города Сантьяго. Коммуна входит в состав провинции Сантьяго и Столичной области.

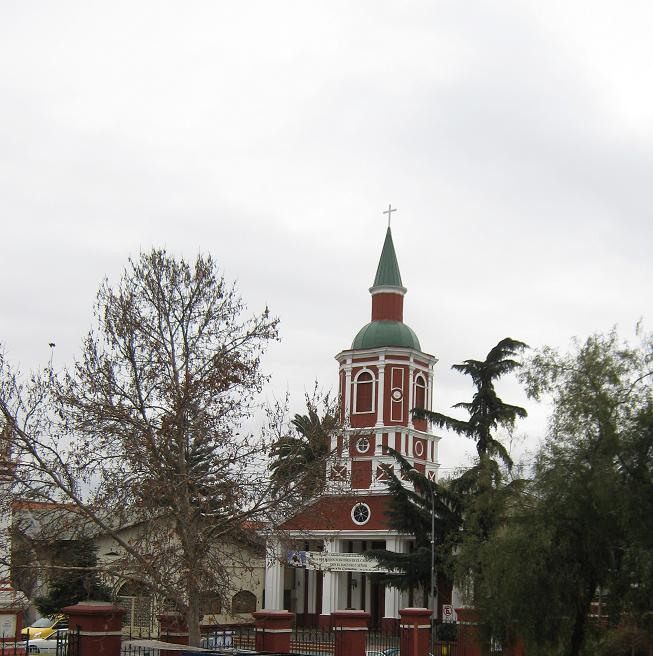
Салезианская церковь Святого семейства

Территория — 12,9 км². Численность населения — 116 534 жителя (2017). Плотность населения — 9033,6 чел./км².

## Расположение
Коммуна расположена на юго-востоке города Сантьяго.
Коммуна граничит:
- на севере — c коммуной Нуньоа
- на востоке — с коммуной Пеньялолен
- на юге — c коммуной Ла-Флорида
- на западе — c коммуной Сан-Хоакин

## Демография
Согласно сведениям, собранным в ходе переписи 2017 г. Национальным институтом статистики (INE),  население коммуны составляет:
| Полное население                          | Полное население                          | Полное население                          | Полное население                          | Полное население                          | 116 534 |
| ----------------------------------------- | ----------------------------------------- | ----------------------------------------- | ----------------------------------------- | ----------------------------------------- | ------- |
| в том числе:                              | Городское население                       | 116 534                                   | Процент городского населения, %           | 100                                       |         |
|                                           | Сельское население                        | 0                                         | Процент сельского населения, %            | 0                                         |         |
|                                           | Мужское население                         | 55 161                                    | Процент мужского населения, %             | 47,33                                     |         |
|                                           | Женское население                         | 61 373                                    | Процент женского населения, %             | 52,67                                     |         |
| Плотность населения, чел./км²             | Плотность населения, чел./км²             | Плотность населения, чел./км²             | Плотность населения, чел./км²             | Плотность населения, чел./км²             | 9033,6  |
| Население коммуны в % к населению области | Население коммуны в % к населению области | Население коммуны в % к населению области | Население коммуны в % к населению области | Население коммуны в % к населению области | 1,64    |

| Динамика изменения населения коммуны | Динамика изменения населения коммуны | Динамика изменения населения коммуны | Динамика изменения населения коммуны |
| ------------------------------------ | ------------------------------------ | ------------------------------------ | ------------------------------------ |
| 1992                                 | 2002                                 | 2012                                 | 2017                                 |
| 120 708                              | 112 535▼                             | 111 436▼                             | 116 534▲                             |